# Pycnogonum aleuticum
Pycnogonum aleuticum is een zeespin uit de familie Pycnogonidae. De soort behoort tot het geslacht Pycnogonum. Pycnogonum aleuticum werd in 1994 voor het eerst wetenschappelijk beschreven door Turpaeva. 